# Цаллагова, Эмилия Максимовна
Эми́лия Макси́мовна Цалла́гова (род. 11 марта 1947, Нальчик, РСФСР, СССР) — советская и российская оперная певица (сопрано), солистка Северо-Осетинского государственного академического театра оперы и балета. Народная артистка России (1993), ученица выдающегося педагога, создателя осетинской школы вокального пения Фриды Нусиновой.

## Биография
Родилась 11 марта 1947 года в Нальчике. Родители — Максим и Ольга Цаллаговы — были раскулаченными крестьянами, Эмилия стала их пятым и самым младшим ребёнком.
Училась в Орджоникидзевском музыкальном училище у Фриды Вениаминовны Нусиновой (окончила в 1964 году), а затем в ГМПИ им. Гнесиных у Галины Александровны Мальцевой (окончила в 1970 году). Оба педагога полагали, что певческий голос Эмилии — меццо-сопрано.
После окончания института была принята в оперную труппу Северо-осетинского государственного театра оперы и балета (СОГТОБ), где исполняла партии меццо-сопранового репертуара (Амнерис из «Аиды» Верди, Кармен из «Кармен» Бизе, Кошер из «Оланны» Габараева, плакальщица из «Косты» Плиева, Судзуки из «Мадам Баттерфляй» Пуччини).
Позднее стажировалась в оперной стажёрской группе Большого театра СССР (под руководством А. А. Большакова) и обучалась у Елизаветы Владимировны Шумской, увидевшей в певице лирико-колоратурное сопрано.
Исполняла в ГАБТ партии Микаэлы («Кармен»), Кэт («Мадам Баттерфляй») и Половецкой девушки («Князь Игорь»).
В 1979 году вернулась в СОГТОБ. Через некоторое время ушла из театра в Орджоникидзевскую государственную филармонию. Выступала в городах СССР, Европе, США, африканских странах.
В 1993 году была удостоена звания «народная артистка Российской Федерации».
После двадцати лет работы в филармонии вернулась в СОГТОБ, где исполняла партии Лизы («Пиковая дама») и Сантуцци («Сельская честь»).

## Семья
Муж (второй брак) — министр промышленности Северной Осетии Николай Татров, дочь от первого брака.

## Партии
- Амнерис («Аида» — Верди Дж.);
- Дездемона («Отелло» — Верди Дж.);
- Иоланта («Иоланта» — Чайковский П. И.);
- Кошер («Оланна» — Габараев);
- Половецкая девушка («Князь Игорь» — А. П. Бородин)
- Кармен («Кармен» — Бизе Ж.);
- Микаэла («Кармен» — Бизе Ж.);
- Недда («Паяцы» — Леонкавалло Р.);
- Сантуцца («Сельская честь» — Масканьи);
- Лиза («Пиковая дама» — Чайковский П. И.);
- Тоска («Тоска» — Пуччини Дж.).

## Награды и звания
- Народная артистка России (1993)[2]
- Заслуженная артистка РСФСР (1989)
- Народная артистка Северо-Осетинской АССР
- Заслуженная артистка Северо-Осетинской АССР (1975)
- Государственная премия Республики Северная Осетия-Алания им. К. Л. Хетагурова (2005)